# Impul
La Hoshino Impul Co., Ltd., (conosciuta anche come Impul) è un'azienda giapponese, specializzata nella produzione di componenti automobilistiche, con sede nel quartiere di Setagaya a Tokyo, e fondata dall'ex pilota automobilistico Kazuyoshi Hoshino. L'azienda produce componenti esclusivamente per la Nissan, quali body kit, elementi del motore e mozzi.

## Storia
La società nacque nel 1980, con base a Maruko-cho, nella Prefettura di Shizuoka. Pochi mesi dopo la Impul creò il suo primo prodotto, l’IMPUL D-01, un portamozzo. Per la sua promozione venne montato sulla Nissan Silvia con cui Hoshino competeva nella Formula Silhouette. Nel frattempo venne creato un punto vendita a Tokyo, precisamente a Sayama-shi, nella Prefettura di Saitama. Un anno dopo l'azienda venne spostata a Kichijōji.
Nel 1983 Hoshino creò la Hoshino Racing Limited, un team automobilistico che avevo lo scopo di promuovere i prodotti della Impul, sposatndo poi la produzione a Shimorenjaku, Mitaka, nei pressi di Tokyo, creando anche un magazzino per i prodotti.
Nel 1987 la Impul creò la sua prima vettura customizzata, la IMPUL 630R, basata sulla Gloria/Cedric.
Nel 2002 il team si spostò a Gotemba. Da quell'anno la compagnia si concentrò sulle vetture modificate, come la IMPUL 6515, basata sulla Infiniti M, nonché su una versione della Nissan Juke. Entrambe le vetture videro modificati vari elementi, come le sospensioni, i motori, i freni, le gomme, gli scarichi, secondo gli stilemi che in Giappone sono definiti come VIP Style.

## Attività sportiva
Dal 1983 l'attività sportiva della Impul prevede la partecipazione a diverse competizioni nazionali come il Campionato nazionale Turismo (JTCC), la Super Formula e la Super GT. Hoshino fu anche il primo pilota ad aggiudicarsi un a gara per il team, con una Nissan Skyline GT-R, durante una gara del JTCC, nel 1990. Oltre a Hoshino, altri piloti importanti per la scuderia sono stati Masahiko Kageyama (vincitore nel 1993 del JTCC), Satoshi Motoyama (vincitore della F. Nippon nel 2001, 2003 e 2005), Benoît Tréluyer (campione della Formula Nippon 2006), Tsugio Matsuda (Campione 2007 e 2008 della F. Nippon), Yuji Ide, e Kohei Hirate.